# Rue des Chamois
La rue des Chamois (en occitan : carrièra dels Camoçes) est une voie de Toulouse, chef-lieu de la région Occitanie, dans le Midi de la France.

## Situation et accès

### Description
La rue des Chamois est une voie publique. Elle traverse le quartier des Trois-Cocus.
La chaussée compte une voie de circulation automobile dans chaque sens. Elle appartient à une zone 30 et la vitesse y est limitée à 30 km/h. Il n'existe pas d'aménagement cyclable.

### Voies rencontrées
La rue des Chamois rencontre les voies suivantes, dans l'ordre des numéros croissants (« g » indique que la rue se situe à gauche, « d » à droite) :
1. Chemin des Izards
2. Sentier des Trois-Coucous
3. Place des Faons (d)
4. Sentier des Trois-Coucous (g)
5. Rue Antoine-Van-Dyck (g)
6. Rue Raphaël (g)
7. Rue Jean-Honoré-Fragonard (g)
8. Chemin des Izards

### Transports
La rue des Chamois est parcouru dans sa dernière partie, entre la rue Antoine-Van-Dyck et le chemin des Izards, par la ligne de bus 60. C'est également le long du chemin des Izards, au niveau de la place Micoulaud, que se trouvent la station Trois-Cocus de la ligne de métro , et les arrêts des lignes de bus 4160.
Il existe à proximité de la rue des Chamois plusieurs stations de vélos en libre-service VélôToulouse : les stations no 261 (6 rue Antoine-Van-Dyck) et no 283 (12 rue du Colonel-Paul-Paillole/place Micoulaud).

## Odonymie

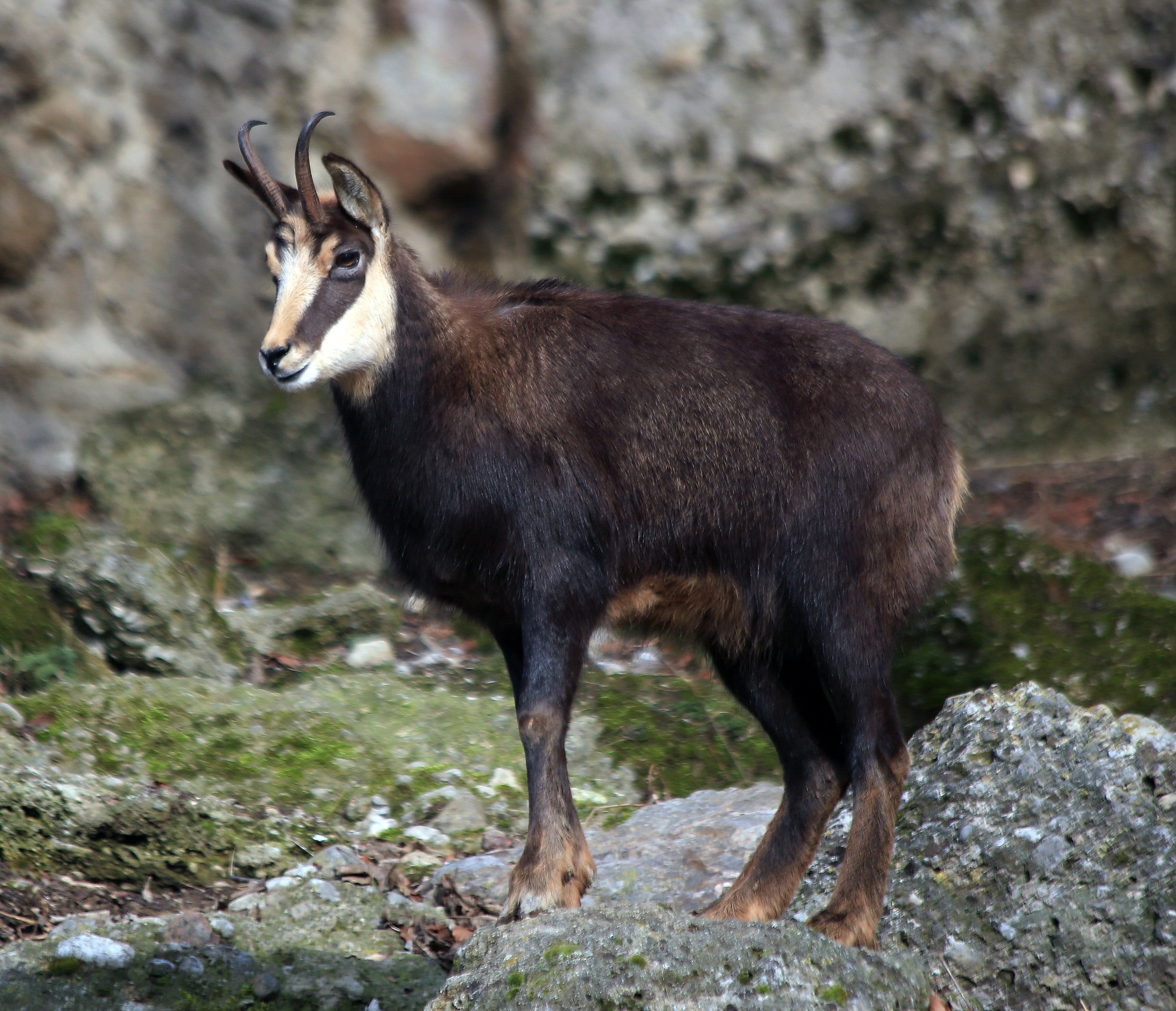
Un chamois au zoo de Salzbourg en 2014.

La rue a pris, lorsqu'elle a été tracée en 1969, le nom de rue des Chamois à cause de la proximité du chemin des Izards. Le chamois (Rupicapra rupicapra) est effectivement une espèce voisine, appartenant au même genre Rupicapra que l'izard (Rupicapra pyrenaica).
D'ailleurs, d'autres voies dans le quartier portent des noms proches, tels la place des Faons et la rue des Bouquetins. Il s'agit cependant ici d'une confusion – ou du moins d'une erreur volontaire –, puisque le chemin des Izards ne tient pas son nom de l'animal, mais d'une famille qui, au XVIIIe siècle, possédait une métairie qui se trouvait au lieu-dit de « la Croix des Izards » (actuel carrefour du chemin des Izards et du chemin de Boudou).

## Patrimoine et lieux d'intérêt

### Église Saint-Jean-Marie-Vianney
La chapelle Saint-Michel, rattachée au domaine du grand séminaire, est construite en 1857. En 1963, une paroisse est créée pour le nouveau quartier des Trois-Cocus et l'ancienne chapelle devient l'église paroissiale. Elle est placée sous l'invocation du « curé d'Ars », Jean-Marie Vianney,.

### Cité des Izards
La cité des Izards est construite en trois tranches.

### Parcs et jardins
- jardin Jacky-Boquet.
- friche des Izards.